# Rafael Font Farran
Rafael Font i Farran (Sitges, 26 de maig del 1912 - Auxerre, Borgonya, 19 de novembre del 2003), que va dir-se també Rafael Font i Ferran, va ser un dirigent polític, advocat i periodista català. Va ser membre d'Estat Català, de l'ERC, del Partit Nacionalista Republicà d'Esquerra, del Partit Obrer d'Unificació Marxista i de la IV Internacional. Als anys 30, va treballar als diaris barcelonins L'Opinió i La Batalla. Rafael Font i Farran és l'autor, en particular, d'una història marxista d'Espanya i d'una història del catalanisme. Va escriure les seves memòries sota el títol "Anys agitats". Rafael Font Vaillant, el fill gran de Rafael Font Farran, va publicar en 2014 una biografia del seu pare.

## Biografia

### 1928-1931
El 1928, a Barcelona, Rafael Font i Farran va ser el director i fundador d'una revista estudiantil, L'Estudiant, que, després de la seva quarta edició, va ser prohibida per la dictadura de Primo de Rivera, a la qual s'oposava. El 1929 Font i Farran, un dels líders de l'oposició a la dictadura a la Universitat de Barcelona, va ser un dels fundadors de l'organització estudiantil Esquerra Universitària. Va ser també un dels fundadors de l'associació catalanista Palestra l'abril de 1930. El maig de 1930 va afiliar-se a Estat Català, el partit de Francesc Macià. L'agost de 1930 va publicar el seu primer llibre, Paraules de Joventut, un assaig polític. Va ser el més jove orador de la Conferència d'Esquerres Catalanes, que, a Barcelona, del 17 al 19 de març de 1931, va donar naixement a ERC, de la qual Font i Farran va ser un dels fundadors. Després de la proclamació de la "República catalana" per Macià, el president d'ERC, Font i Farran va ser, la nit del 14 al 15 d'abril de 1931, un dels actors de la defensa del Palau de la Generalitat de Catalunya a la plaça de Sant Jaume a Barcelona, perquè l'ERC temia que l'edifici fos atacat per les tropes espanyoles. Setmanes més tard, va ser nomenat membre de la redacció del diari barceloní L'Opinió, l'òrgan central de l'ERC, on era sobretot responsable de les informacions internacionals.

### 1932-1933
La primavera de 1932, una polèmica de premsa el va oposar a Joan Peiró i Belis, director de Solidaritat Obrera, el diari de la confederació anarcosindicalista CNT, polèmica que es plasmà en tres articles de Font i Farran a L'Opinió i quatre de Peiró a Solidaritat Obrera. L'abril de 1932, Font i Farran va ser un dels fundadors de la FNEC (Federació Nacional d'Estudiants de Catalunya), de la qual era el vicepresident.
L'estiu de 1932, a Madrid, Font i Farran va ser el "secretari polític" del membre de les Corts Generals d'Espanya Lluís Companys i Jover, un dels líders de l'ERC i futur president de Catalunya. L'octubre de 1933, Font i Farran contribuí a fundar el PNRE (Partit Nacionalista Republicà d'Esquerra), nascut d'una escissió de l'ERC. Poc abans, va ser el líder d'un projecte d'organització dels joves membres de l'ERC perquè veia una forma de feixisme en les JEREC (Joventuts d'Esquerra Republicana Estat Català), però la direcció de l'ERC va decidir que les JEREC seguirien sent l'única organització juvenil del partit. El desembre de 1933, després de la victòria de la dreta espanyola a les eleccions legislatives de novembre de 1933, Font i Farran va publicar un nou assaig polític, en el qual demanava a les esquerres catalanes, desunides, una nova “cohesió”.

### 1934-1936
Durant la insurrecció catalanista de la nit del 6 al 7 d'octubre de 1934, a Barcelona, va ser, com el 1931, un dels actors de la defensa de la Palau de la plaça de Sant Jaume, del qual l'exèrcit espanyol va finalment apoderar-se al matí del 7 d'octubre. Font i Farran va ser detingut, però es va beneficiar d'un sobreseïment. Després de la victòria de les esquerres espanyoles i catalanes a les eleccions legislatives de febrer de 1936, va ser contractat pel govern català per treballar al CGOP (Comissaria General d'Ordre Públic) de la Generalitat, on era responsable de la censura de les publicacions estrangeres distribuïdes a Catalunya, perquè, segons Font i Farran explica, el govern no volia "alarmar" una opinió pública preocupada pels rumors d'un possible cop d'estat militar contra la República. Setmanes després del començament de la Guerra Civil espanyola, Font i Farran va dimitir del CGOP quan va afiliar-se al POUM. Poc després, va ser contractat com a periodista pel diari barceloní La Batalla, òrgan central del POUM.

### 1937-1939
El 16 de juny de 1937, dia de la desaparició d'Andreu Nin i Pérez, dirigent del POUM, després de la seva detenció per la policia catalana dirigida per representants de Stalin, Font i Farran va anar al CGOP com a advocat de Nin i va ser gairebé detingut, però es va poder escapar. Poc temps després, com a advocat de la dona de Nin, Olga Pavlova Taareva, Font i Farran va anar al Palau de Justícia de Barcelona per presentar una denúncia, en la qual evocava la possibilitat d'una detenció arbitrària de Nin, "o d'un segrest". L'estiu de 1937, per defensar militants del POUM detinguts, va obrir a la Via Laietana de Barcelona un bufet d'advocat, pel qual va llogar una oficina, que va ser utilitzada per la direcció clandestina del POUM. L'octubre del mateix any va ser detingut a Barcelona quan distribuïa un pamflet de protesta contra la mort d'un militant del POUM. Va ser empresonat a la presó Model de Barcelona, en la "segona galeria", on eren agrupats els presoners poumistes, i aviat va ser elegit per aquests "president de la segona galeria". Però, poc temps després, va ser traslladat a un presidi, el "camp de treball núm. 3" dels Omells de na Gaia, a un centenar de quilòmetres de Barcelona. Posteriorment, va ser jutjat a Barcelona pel Tribunal especial d'espionatge i alta traïció de Catalunya, que el va condemnar a sis anys de presó per la seva militància al POUM. El gener de 1939, amb altres presoners evacuats de la presó Model, va fugir a França al final de la Guerra Civil. A la Catalunya Nord, va ser empresonat al camp de Sant Cebrià de Rosselló, del qual es va escapar pocs dies després de la seva arribada. Algun temps després, va viure a Bèlgica durant un any.

### La dècada de 1940
Arran de l'ofensiva alemanya de maig de 1940, va ser traslladat amb altres estrangers refugiats a Bèlgica, al camp de Gurs, en el sud-oest de França, on, de nou, va poder escapar-se, algunes setmanes després de la seva arribada. Poc després, a París, es va unir a la resistència francesa contra l'ocupació alemanya, a les files del PCI (Parti Communiste Internationaliste). El 1943, va abandonar aquest partit - rebatejat mentrestant CCI (Comité communiste Internationaliste pour la Quatrième Internationale), del qual Font i Farran era membre del comitè central - per afiliar-se al POI (Parti ouvrier internationaliste), que era la secció francesa de la IV Internacional. Dins del POI, Font i Farran va ser un dels líders del GTE, que agrupava els espanyols membres de la IV Internacional. A partir de 1943, va ser el representant d'Espanya en el Secretariat Europeu de la Quarta Internacional. Com a membre d'aquesta Secretariat Europeu, va ser un dels principals organitzadors de la fusió, molt complicada, del POI i del CCI el març de 1944. També va ser un dels dos delegats espanyols, amb Eduardo Mauricio Ortiz, a la Conferència europea de la Quarta Internacional, el febrer de 1944, a Picardia, i a la Segona Conferència internacional de la Quarta Internacional, a París, el març de 1946.

### Anys 50 i 60
El 1951 Font i Farran es mostrà en desacord amb l'estratègia d'entrisme, que havia posat en marxa la IV Internacional, i va anar a treballar durant alguns anys sobre un projecte de partit comunista espanyol anti-estalinista, amb el suport financer de la Iugoslàvia de Josip Broz Tito i en associació amb l'antic líder estalinista José del Barrio Navarro. Anys més tard, va tornar al POUM i, a la primavera de 1961, va ser nomenat membre del Comitè Executiu del POUM. Però el 1962, en desacord amb la línia política del partit, va dimitir d'aquest Comitè, i finalment demana la baixa del POUM. L'any següent, després de vint-i-quatre anys d'exili, va tornar a Espanya, on començà a publicar articles als setmanaris Tele/Estel i L'Eco de Sitges. El 1956, va ser contractat per l'Agence France Presse on, fins a la seva jubilació el 1977, va treballar com a periodista en la redacció en llengua espanyola, a París.

## Obres
- Paraules de Joventut, Edicions Ariel, 1930
- La crisi de les esquerres, Llibreria Catalònia, 1933